# Nils Leander
Nils Peter Sune Leander, född 4 maj 1905 i Helsingborg, död 16 juli 1990 i Lund, var en svensk skådespelare. 
Han gifte sig 1927 med skådespelerskan och sångerskan Zarah Leander och fick med henne barnen Göran och Boel som senare adopterades av Zarahs nästa make Vidar Forsell. Hans adoptivfar, Pontus Leander, var kyrkoherde i Risinge socken i Östergötland mellan 1923 och 1940, och paret bosatte sig efter giftermålet hos föräldrarna respektive  svärföräldrarna. Nils och Zarah Leander skilde sig dock efter fyra år.
Hustru nummer två var Marianne Leander, fd Forsgård. Nils och Marianne var gifta mellan 1940 och 1946. Paret fick tre döttrar tillsammans. 
Nils Leanders sista hustru var Greta Evelina Leander (1918–1964) som han gifte sig med 1947. De är begravda i familjegrav på Råcksta begravningsplats i Stockholm.

## Filmografi
- 1931 – Generalen
- 1931 – Farornas paradis
- 1933 – Kärlek och dynamit
- 1935 – Äventyr i pyjamas

## Teater

### Roller
| År   | Roll               | Produktion                                                            | Regi            | Teater      |
| ---- | ------------------ | --------------------------------------------------------------------- | --------------- | ----------- |
| 1926 | Andre betjänten    | Henrik IV Luigi Pirandello                                            | Gustaf Linden   | Dramaten    |
| 1927 | Alexander Oljewsky | Drottning Helena Oscar Straus, Ernst Marischka, Bruno Granichstaedten | Naima Wifstrand | Folkteatern |